# المسقة (السدة)

تعديل مصدري - تعديل

المسقاة هي إحدى قرى عزلة وادي الحبالي بمديرية السدة التابعة لمحافظة إب، بلغ تعداد سكانها 1084 نسمة حسب تعداد اليمن لعام 2004. يسكنها المشائخ بنو عبد المغني منهم علي عبد المغني قائد ثورة 26 سبتمبر وزعيم تنظيم الضباط الأحرار كما يسكنها ال الشامي وال الحاير وطارش والدويري والاعوج والحكيم والمصري والحنومة والحجاجي وصبر والنجار والعماري.[بحاجة لمصدر]

## التسمية
نسبة إلى مسقى أحد الشخصيات الاجتماعية في زمن الدولة الطاهرية وهو الشيخ عفيف الدين عبد الصمد ابن علي الحاير خلال القرن العاشر الهجري، وهي هجرة علم تقع في محافظة إب مديرية السدةِ في عزلة وادي الحبالي. يحدها من الناحية الشمالية قرية حفزان ومن الناحية الجنوبية قرية بيت الثعيلي ونملة ومن الناحية الغربية قرية نيعان ومن الناحية الشرقية سلسلة جبلية مرتفعة عن مستوى سطح الوادي بحوالي 1000 متر تقريبا، والقرية تعرضت للقصف الجوي من قوى التحالف بقيادة المملكة العربية السعودية تمام السادسة صباحا يوم الاثنين الموافق4 / 5/ 2015 م استهدفت في ذلك عدد من المساكن التي دمرت تماما، بالإضافة إلى استشهاد شخص من ال عبد المغني وعدد من الجرحى، ومن أهم المساكن التي استهدفها القصف الجوي منزل اللواء يحي محمد الشامي والد نائب رئيس هيئة الاركان اللواء زكريا الشامي ().

## العمارة
وعن العمارة في القرية استخدم في عمارتها أحجار المنطقة( الجرذان- والحمرا- وغيرها) وتتميز المساكن بتقنية بنائها التي تعتمد على اسلوب المدماك والقطب ويصل بعض مبانيها إلى ارتفاع خمسة طوابق تتخلخلها تقنية الزخرفة والزينة التي تتمثل باشرطة زخرفية باسلوب هندسي بديع ().

## آثار وماثر المسقاة

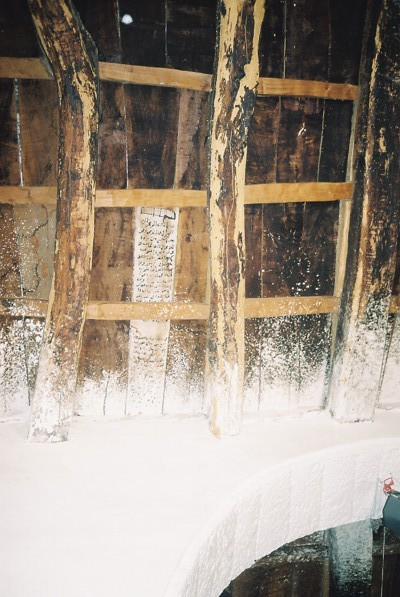
نقش تاسيسي لمدرسة الشيخ النقيب عفيف الدين الحاير سنة 963 هجري الدولة الطاهرية

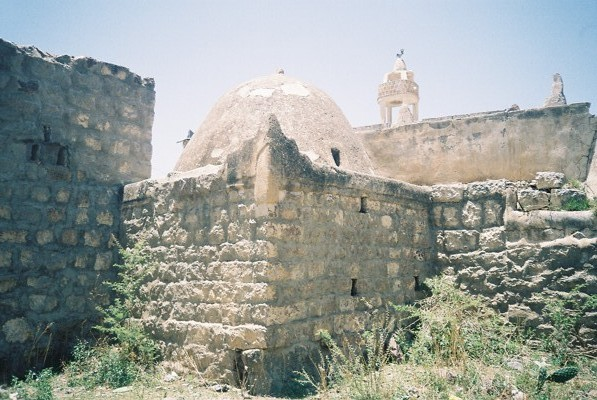
مدرسة الحاير
التي يعود تاريخها إلى 963هجري
.